# Lathyrus vernus
Lathyrus vernus là một loài thực vật có hoa trong họ Đậu. Loài này được (L.) Bernh. miêu tả khoa học đầu tiên.

## Hình ảnh

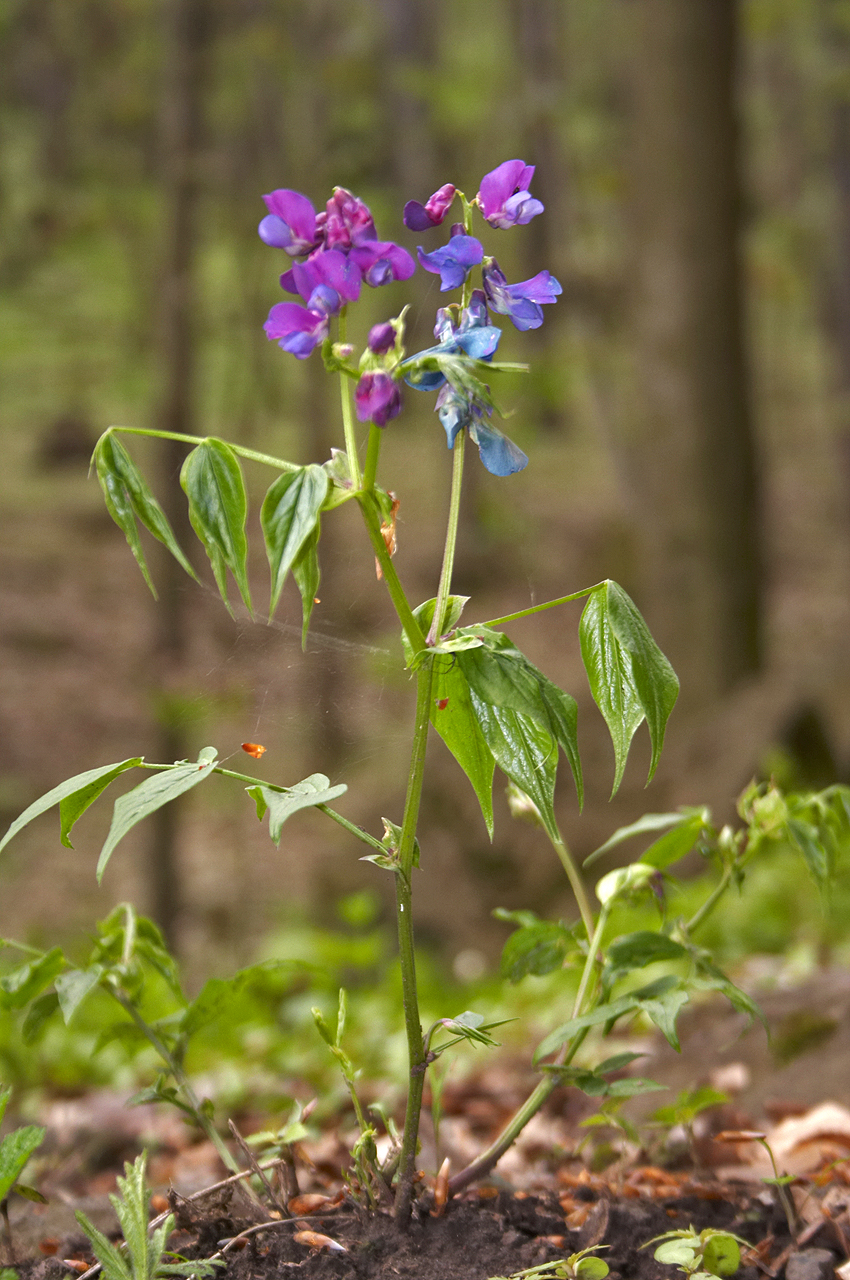
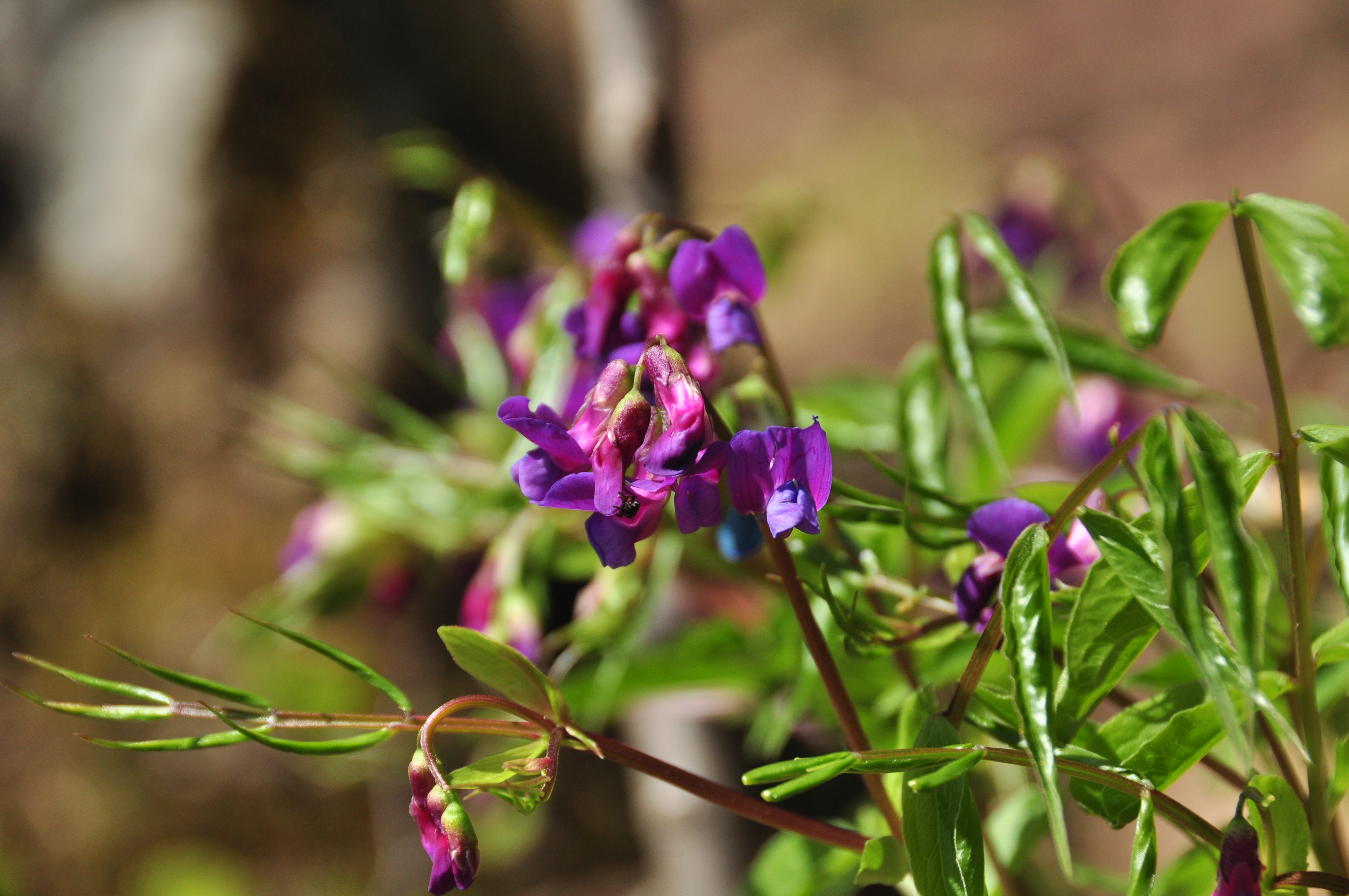
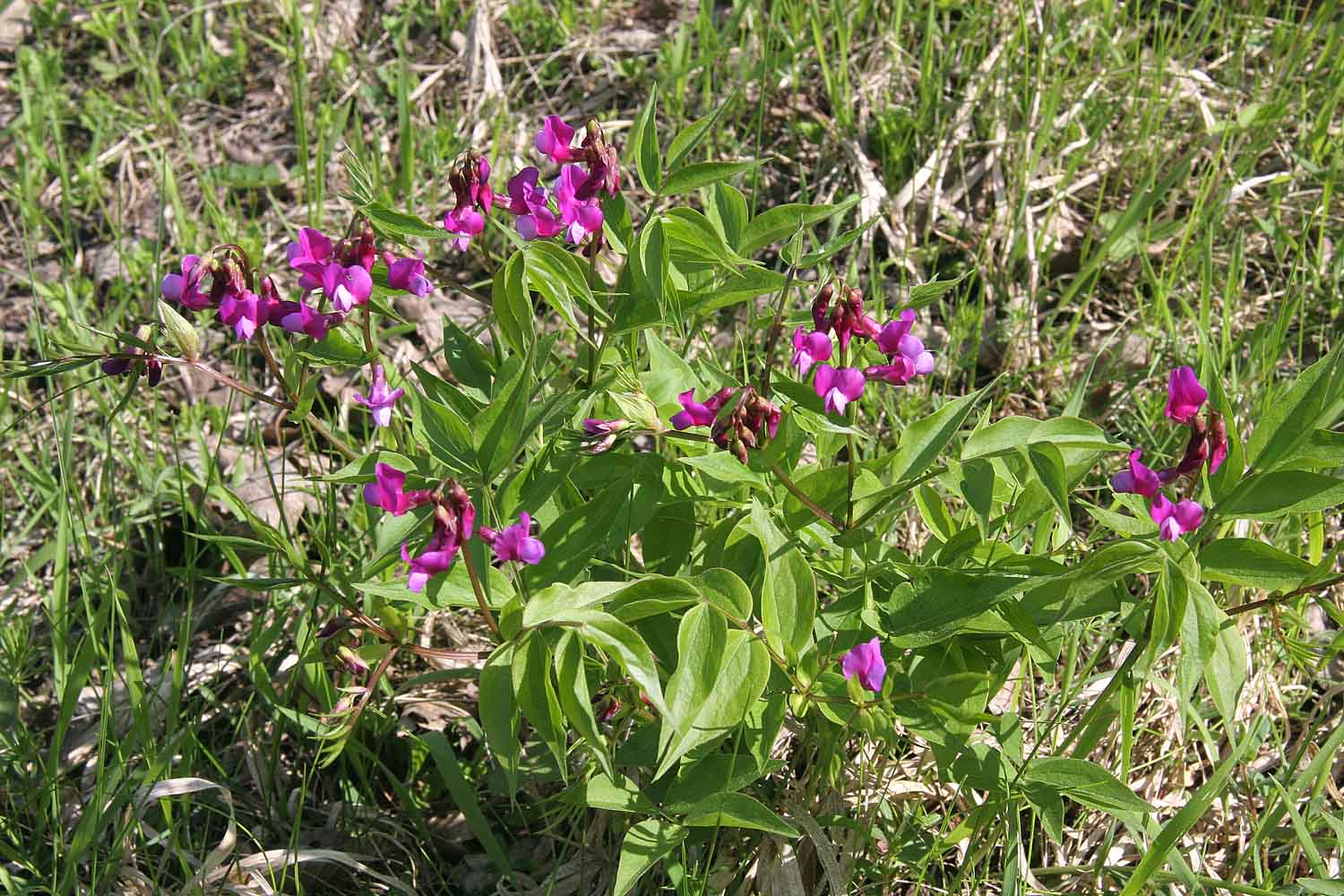
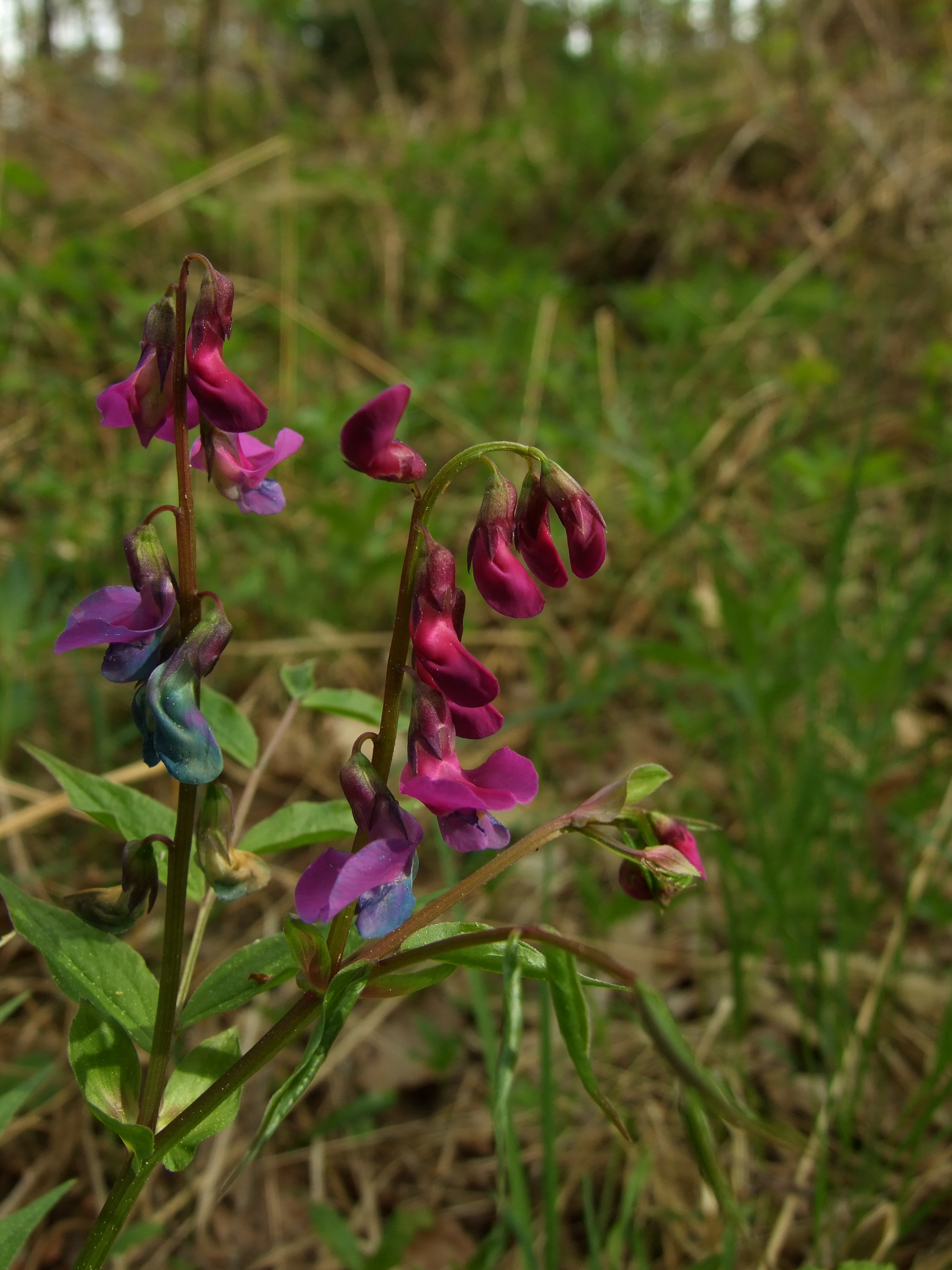